# Webb-Bilchschwanz

Verbreitungsgebiet des Webb-Bilchschwanzes

Der Webb-Bilchschwanz (Eliurus webbi)  ist ein auf Madagaskar endemisches Nagetier in der Gattung der Bilchschwänze. Laut Untersuchungen der mitochondrialen DNA ist der Tanala-Bilchschwanz (Eliurus tanala) der nächste Verwandte.

## Merkmale
Ausgewachsene Exemplare sind ohne Schwanz 140 bis 159 mm lang, die Schwanzlänge beträgt 161 bis 186 mm und das Gewicht liegt bei 66 bis 98 g. Oberseits ist dunkelbraunes Fell vorhanden, das zur Rückenmitte fast schwarz wird und das unterseitige Fell ist hellgrau mit braunen Tönen am Rand des Bauches. Der Schwanz ist mit dunkelbraunen Haaren bedeckt, die zur Spitze hin länger werden und eine Quaste bilden. Verglichen mit anderen Bilchschwänzen sind die Ohren im Verhältnis zum übrigen Kopf klein. Die Hinterfüße und die Zehen sind weiß gefärbt.

## Verbreitung
Die Art bewohnt die östlichen und nördlichen Bereiche Madagaskars. Sie hält sich im Flach- und Bergland gewöhnlich bis 1000 Meter Höhe auf. Gelegentlich werden 1500 Meter Höhe erreicht. Dieses Nagetier lebt in eher trockenen Wäldern und besucht Gärten.

## Lebensweise
Weibchen und Männchen bilden monogame Paare. Ein Wurf enthält bis zu drei Neugeborene. Die Nachkommen werden in der Regenzeit von November bis Dezember geboren. Der Webb-Bilchschwanz hält sich meist auf dem Boden auf und ruht in Erdlöchern, die Vögel geschaffen haben. Zur Nahrung zählen Pflanzensamen von Gewächsen der Gattung Canarium (Balsambaumgewächse), andere Samen, Früchte und Insekten.

## Gefährdung
Regional wirken sich Waldrodungen negativ aus. Die IUCN schätzt die Gesamtpopulation als groß ein und listet die Art als nicht gefährdet (least concern).